# KrasAvia
KrasAvia (russisch КрасАвиа) ist eine russische Fluggesellschaft mit Sitz in Krasnojarsk und wurde 1991 gegründet.

## Flotte
Die Flotte der KrasAvia besteht mit Stand Februar 2016 aus 25 Flugzeugen:
- 7 Antonow An-24 (2 stillgelegt)
- 6 Antonow An-26 (2 stillgelegt)
- 2 Antonow An-32 (1 stillgelegt)
- 1 Jakowlew Jak-40F (stillgelegt)
- 9 Jakowlew Jak-42 (1 verleast, 1 stillgelegt)